# Paulina García
Paulina Garcia (Santiago del Cile, 27 novembre 1960) è un'attrice cilena.
Al Festival di Berlino del 2013 ha vinto l'Orso d'argento come migliore attrice per l'interpretazione di Gloria nell'omonimo film, del regista Sebastián Lelio.

## Biografia e carriera
Nata a Santiago del Cile, Paulina Garcìa ha studiato recitazione alla Pontificia Università Cattolica del Cile, dove si è laureata in arti teatrali e successivamente diplomata in regia teatrale e sceneggiatura. La Garcìa debuttò al teatro dell'Università Cattolica nel 1983, con ¿Dónde estará la Jeanette? (Dove sarà Jeanette?) di Luis Rivano, per cui ella ricevette un APES Award alla Miglior Attrice. Da allora, l'attrice ha interpretato oltre trenta produzioni di autori quali Inés Margarita Stranger, Cechov ed Euripide. L'anno successivo al debutto, Paulina apparve in televisione prendendo parte alla serie televisiva Los títeres.
La prima opera che diresse fu El continente negro di Marco Antonio de la Parra, per la cui ottima regia ottenne una seconda nomination agli APES Award come Miglior Regista nel 1996. Un finanziamento dal FONDART (Fondo Nacional de Desarrollo Cultural de las Artes), le permise di finanziare produzioni come Lucrecia y Judith o Look Back in Anger di John Osborne. Per il suo grande talento ebbe inoltre l'occasione di lavorare come regista per ben tre volte a festival teatrali nazionali, operando alla regia di opere firmate da autori quali Alberto Fuguet e Celeste Gómez.
Paulina Garcìa insegnò inoltre recitazione al dipartimento teatrale dell'Università del Cile, alla scuola Fernando Gonzàlez, all'Università delle Arti, Scienze e Comunicazioni, nonché all'Università per lo Sviluppo. Tra il 1997 e il 2001, fondò e formò una parte dell'ADT (Asociación de Directores de Teatro). Per la notevole interpretazione televisiva di Raquel in Cárcel de Mujeres Paulina ottenne un secondo APES Award e un prestigioso Altazor Award alla Miglior Attrice. Nel 2002 ricevette invece una sovvenzione dalla Andes Foundation per intraprendere una ricerca sulla violenza coniugale per il progetto Golpes extraños al amor, che portò alla realizzazione di due opere: Peso negro, selezionato per l'Unipersonales de Galpòn 7 Festival, e Frágil, presentato al Matucana 100 Cultural Center.
Al cinema Paulina debuttò nel 2002 con il film Tres noches de un sábado di Joaquìn Eyzaguirre, ricevendo per la grande interpretazione del personaggio di Matilde una nuova nomination agli Altazor Awards. Prese anche parte a Cachimba (2004) di Silvio Caiozzi e Casa de remolienda (2007) di Eyzaguirre. Il suo ruolo più importante è comunque quello in Gloria, di Sebastián Lelio, per la cui intensa interpretazione della protagonista ha ottenuto l'Orso d'Argento alla Migliore Attrice al Festival del cinema di Berlino nel 2013.

## Filmografia

### Cinema
- Tres Noches de un Sábado, regia di Joaquín Eyzaguirre (2002)
- Cachimba, regia di Silvio Caiozzi (2004)
- El Último Sacramento, regia di Camilo Becerra (2004)
- Casa de Remolienda, regia di Joaquín Eyzaguirre (2007)
- Miércoles 8/Martes 7, regia di Edison Cájas - cortometraggio (2010)
- El 10, regia di Carlos Leiva - cortometraggio (2011)
- El muro, regia di Paula Bravo (2012)
- Gloria, regia di Sebastián Lelio (2013)
- Génesis Nirvana, regia di Alejandro Lagos (2013)
- Las Analfabetas, regia di Moisés Sepúlvedao (2013)
- I Am from Chile, regia di Gonzalo Diaz (2013)
- Un Concierto Inolvidable: Nueva Ola, La Película, regia di Elías Llanos (2014)
- No soy Lorena, regia di Isidora Marras (2014)
- La Voz en Off, regia di Cristián Jiménez (2014)
- The 33, regia di Patricia Riggen (2015)
- Qui non è successo nulla (Aquí No Ha Pasado Nada), regia di Alejandro Fernández Almendras (2016)
- Little Men, regia di Ira Sachs (2016)
- Il presidente (La cordillera), regia di Santiago Mitre (2017)
- La Novia del Desierto, regia di Cecilia Atán e Valeria Pivato (2017)
- Aves Migratorias, regia di Mateo Chicharro (2018)
- La Misma Sangre, regia di Miguel Cohan (2019)
- Medea, regia di Alejandro Moreno (2019)
- Algunas Bestias, regia di Jorge Riquelme Serrano (2019)
- Black Beach, regia di Esteban Crespo (2020)
- Vera, regia di Laura Rubirola - cortometraggio (2020)
- Los Anillos de la serpiente, regia di Edison Cájas - cortometraggio (2020)
- Un passato da cancellare (Pipa), regia di Alejandro Montiel (2022)
- Milonga, regia di Laura González (2023)
- Winter Howl, regia di Matías Rojas Valencia (2023)
- Querido Trópico, regia di Ana Endara (2024)
- Horizonte, regia di César Augusto Acevedo (2024)
- Todos Somos Justos, regia di Carlos Leiva Barahona (2024)

### Televisione
- Los títeres – serie TV, 110 episodi (1984)
- La invitación – serie TV, 120 episodi (1987)
- A la sombra del ángel – serie TV, 97 episodi (1989)
- El milagro de vivir – serie TV, episodi 1x1-1x2-1x3 (1990)
- JPT: Justicia para todos – serie TV, episodi 2x3 (2006)
- Huaiquimán y Tolosa – serie TV, episodi 1x9 (2006)
- Héroes – miniserie TV, episodi 1x4 (2007)
- Cárcel de Mujeres – serie TV, episodi 1x1-1x2-2x1 (2007-2008)
- Los simuladores – serie TV, episodi 2x2 (2010)
- Los Archivos del Cardenal – serie TV, 23 episodi (2011-2014)
- Narcos – serie TV, 15 episodi (2015-2016)
- Matar al padre – miniserie TV, 4 episodi (2018)
- La Jauría – serie TV, episodi 2x1 (2021)

## Attività teatrale

### Attrice
La García ha recitato nelle seguenti opere teatrali:
- ¿Dónde estará la Jeanette?, commedia di Luis Rivano
- Cariño malo, di Inés Stranger; 1990; 2012
- Malasangre, dir.: Mauricio Celedón, 1991
- El tío Vania, di Anton Čechov; diretto da Raúl Osorio, 1994
- El lugar común
- Inocencia, di Dea Loher; diretto da Luis Ureta; Muestra de Dramaturgia Europea, 2004
- En la sangre, di Susan Lori Parks; diretto da Carlos Osorio; interprets Hester, a beggar; Muestra de Dramaturgia Europea, 2004
- Déjala sangrar, di Benjamín Galemiri, diretto da Adel Hakim; interprets Virna Vigo; 2005
- El último fuego, di Dea Loer; diretto da Luis Ureta; aprile 2009
- Gertrudis, el grito, di Howard Barker, diretto da Marcos Guzmán; presentato al 9º Festival del teatro europeo contemporaneo di Santiago, agosto 2009
- Las analfabetas, di Pablo Paredes, 2010
- Fábula del niño y los animales que se mueren, liberamente tratto da Euripide
- The Trojan Women di Pablo Paredes; diretto da Isidora Stevenson; García interpreta la Regina Ecuba; 2012

### Regista
In qualità di regista ha diretto:
- El continente negro, di Marco Antonio de la Parra; 1996
- Lucrecia y Judith, di Marco Antonio de la Parra
- Recordando con ira, di John Osborne
- Anhelo del corazón, di Caryl Churchill, 2004
- El neoproceso, adattamento di Benjamín Galemiri, di Kafka, première: 15 luglio 2006
- La gran noche, di Marcelo Simonetti; première: 28 maggio 2008
- Apoteosis final: BBB up, 2009
- Orates, by Jaime Lorca; première: 4 novembre 2010
- La mantis religiosa, di Alejandro Sieveking, première: 9 giugno 2011
- Cerca de Moscú, adattamento di Pablo Paredes di due opere di Anton Čechov: Platonov e Ivanov; Santiago a Mil International Festival 2013[2]

### Sceneggiatrice
In qualità di sceneggiatrice, ha scritto:
- Peso negro
- Frágil, 2002